# Tegosa tissa
Tegosa tissa är en fjärilsart som beskrevs av William Chapman Hewitson 1869. Tegosa tissa ingår i släktet Tegosa och familjen praktfjärilar. Inga underarter finns listade i Catalogue of Life.